# Pecos è qui: prega e muori!
Pecos è qui: prega e muori! é um filme italiano de 1968, dirigido por Maurizio Lucidi. Trata-se da sequência de Due once di piombo.

## Elenco
- Robert Woods… Pecos Martinez
- Erno Crisa… Supremo
- Luciana Gilli… Dona Ramona
- Ignazio Spalla… Dago
- Brigitte Wentzel… Eliza
- Umberto Raho… Pinto
- Piero Vida… Paco